# Kunsia tomentosus
Kunsia tomentosus là một loài động vật có vú trong họ Cricetidae, bộ Gặm nhấm. Loài này được Lichtenstein mô tả năm 1830.